# Daniel Goldhagen

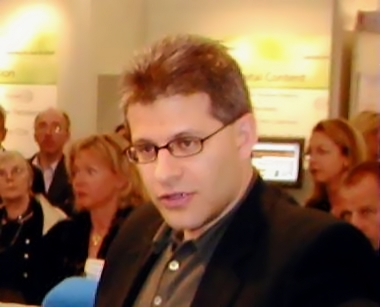
Daniel Goldhagen (2011)

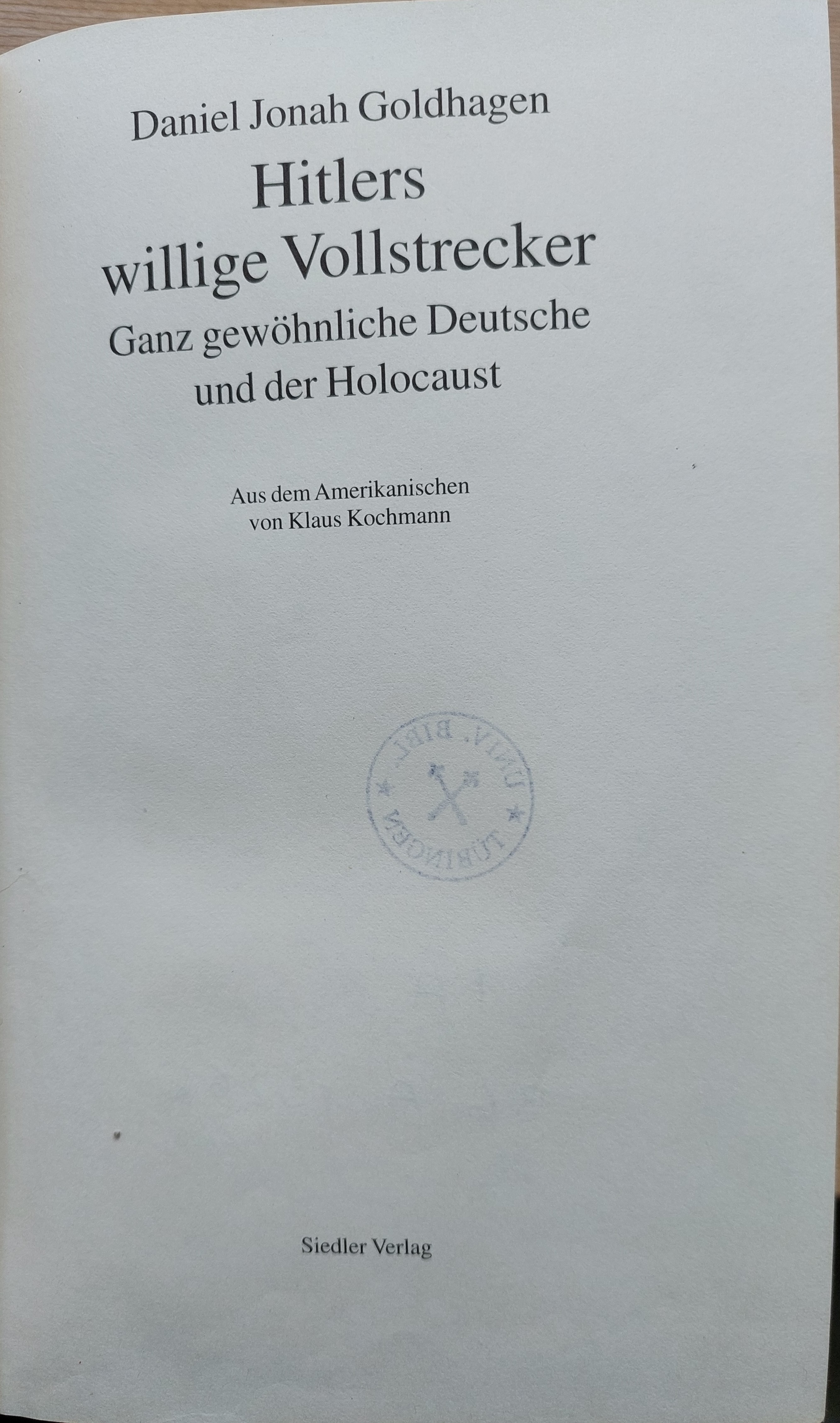
Hitlers willige Vollstrecker (1996)

Daniel Jonah Goldhagen (* 30. Juni 1959 in Boston, Massachusetts) ist ein US-amerikanischer Soziologe und Politikwissenschaftler. Bekannt wurde er durch sein Buch Hitlers willige Vollstrecker, das 1996 eine öffentliche Debatte auslöste.

## Leben
Goldhagen ist das zweitälteste von vier Kindern. Er wuchs auf in Newton (Massachusetts), einem Vorort von Boston. Sein Vater, der Historiker und Überlebende des Holocausts Erich Goldhagen, lehrte an der Harvard-Universität. Ebendort studierte Goldhagen jr. und war einige Jahre lang Assistenzprofessor. Er beschäftigte sich in dieser Zeit mit seiner Forschungsarbeit über den Nationalsozialismus und den Holocaust. Seine Frau Sarah Williams Goldhagen ist Architekturkritikerin und lehrte von 1995 bis 2006 an der Harvard Design School.

## Goldhagen-Debatte
Mit seinem Buch Hitler’s Willing Executioners – Ordinary Germans and the Holocaust (deutsch Hitlers willige Vollstrecker – Ganz gewöhnliche Deutsche und der Holocaust) sorgte Goldhagen 1996 in Deutschland für eine erneute Debatte um die Ursachen des Holocausts: Das Buch fand eine breite Leserschaft, die den darin verbreiteten Thesen mit deutlicher Betroffenheit zustimmte, in der Wissenschaft wurden sie aber weithin als monokausal und irrig abgelehnt.

### Goldhagens Thesen
Goldhagen geht der Frage nach, warum und wie der Holocaust geschah und was ihn ermöglichte. Seine Antwort: Hitler und die Deutschen verunglimpften, verfolgten und vernichteten die Juden aus eliminatorischem Antisemitismus heraus. Zwar habe es auch in anderen Ländern Antisemitismus gegeben; doch nur in Deutschland seien drei Kriterien erfüllt worden: Erstens regierten dort die radikalsten Antisemiten der Geschichte, zweitens dachte die Mehrheit der Bevölkerung schlecht von den Juden, und drittens verfügte der Staat infolge des Krieges über die militärische Macht, den Großteil der europäischen Juden in seine Gewalt zu bringen. Indem Goldhagen den gesamtgesellschaftlichen deutschen Antisemitismus als zentrale Triebkraft des Holocaust ausmacht, widerspricht er den vorherrschenden populären und wissenschaftlichen Erklärungsversuchen.
„Warum fand Hitler für sein Ziel – die Vernichtung der Juden – so viele Unterstützer und warum traf er auf so wenig Widerstand? Wie konnten die Deutschen so beispiellose Verbrechen verüben bzw. zulassen?“ So lautete die Frage, und die bisherigen Antworten sind für Goldhagen nicht überzeugend: Der angebliche Befehlszwang war eine bloße Schutzbehauptung der Täter; von der angeblichen Staatshörigkeit der Deutschen war in den chaotischen Jahren zwischen 1918 und 1933 wenig zu spüren; der angebliche Gruppenzwang erklärt das Verhalten einzelner, aber nicht das der Gruppe als ganzer, die diesen Druck ja selbst erst erzeugt; der angebliche Karrierismus der Täter konnte nur in Ausnahmefällen durch eine besonders eifrige Teilnahme am Massenmord befriedigt werden; das angebliche Unwissen über die mörderischen Folgen seiner Taten konnte niemanden befallen, der seine Opfer von Angesicht zu Angesicht quälte und erschoss. Goldhagen vertritt die These, dass die Taten der Deutschen nicht von solchen äußeren Zwängen oder Anreizen herrührten, sondern von inneren Überzeugungen. Die Deutschen wurden nicht gezwungen, Juden zu töten; sie taten es freiwillig, sie waren willige Vollstrecker.
Die Ansichten, Hitlers negative Meinung über die Juden könne von den Deutschen unmöglich geteilt worden sein, und die Verfolgung und Vernichtung der Juden könne von den Deutschen unmöglich gutgeheißen worden sein, sieht Goldhagen als Irrtum an. Er kommt zu dem Ergebnis, dass das scheinbar Undenkbare in Wahrheit das einzig Naheliegende ist: „Eine Gesellschaft, die sich [wie Deutschland zwischen 1933 und 1945] mit Herz und Seele zum Antisemitismus bekennt, wird wohl auch antisemitisch sein.“ Der Antisemitismus, so behauptet Goldhagen, gehörte zu den lang tradierten, fast völlig unhinterfragten Grundüberzeugungen der deutschen Kultur. Bereits im 19. Jahrhundert sei die Option, die Juden tatsächlich physisch zu vernichten, in Deutschland in größerem Ausmaß diskutiert worden.
Kern seiner Arbeit in Anknüpfung an Christopher R. Brownings Untersuchungen ist die Beschreibung eines deutschen Polizeibataillons (Reserve-Polizei-Bataillon 101), das im polnischen Generalgouvernement die dort lebenden Juden aufspürte, folterte und schließlich erschoss oder in die Vernichtungslager verschleppte. Anhand von Prozessakten aus späteren Gerichtsverfahren gegen einige Bataillonsangehörige zeigte Goldhagen, dass diese Männer ihre Taten nicht etwa widerwillig, schamhaft und unter Zwang begingen, sondern freiwillig, ausgesprochen eifrig (z. T. über die ausdrücklichen Befehle hinaus), mit Stolz und in der Überzeugung, das Richtige zu tun. Sie quälten und ermordeten ihre Opfer ohne Mitgefühl oder moralische Skrupel. Diese erstaunliche Tatsache führt Goldhagen auf die Vorstellungen zurück, die die Männer von den Juden hatten: Sie betrachteten ihre Opfer nicht als Menschen, sondern als ein Übel, das beseitigt werden musste, so wie eine bösartige Krankheit beseitigt werden muss. Und bei diesen Männern handelte es sich gerade nicht um eingefleischte Nazis. Die Bataillone bestanden aus willkürlich rekrutierten Durchschnittsbürgern, die für den Einsatz an der Front zu alt waren und deren politische Sozialisation dementsprechend lange vor der Machtergreifung stattgefunden hatte. Sie waren weder Weltanschauungskrieger noch verblendete Jugendliche; sie waren (daher der Untertitel von Goldhagens Buch) ganz gewöhnliche Deutsche.
Das Verhalten der Bataillonsangehörigen zeigt in den Augen Goldhagens, wie unumstritten und ausgeprägt der jahrhundertelang gewachsene eliminatorische Antisemitismus in Deutschland war, und wie klein der Schritt von der negativen Einstellung gegenüber Juden zum bestialischen Mord an ihnen war. Ohne die Bereitschaft hunderttausender Deutscher, die am Genozid direkt teilgenommen oder ihn auf andere Weise unterstützt haben, hätte die Vernichtung der europäischen Juden nicht derart reibungslos vonstattengehen können. Er ist daher für Goldhagen auch keine Tat der Nazis (oder gar nur der SS), sondern der Deutschen (was nicht heißt, dass jeder Deutsche in gleichem Maße tatsächlich schuldig wurde). Der deutsche Antisemitismus, das ist Goldhagens zentrale These und Schlussfolgerung, war die Hauptursache des Holocaust.

### Reaktionen

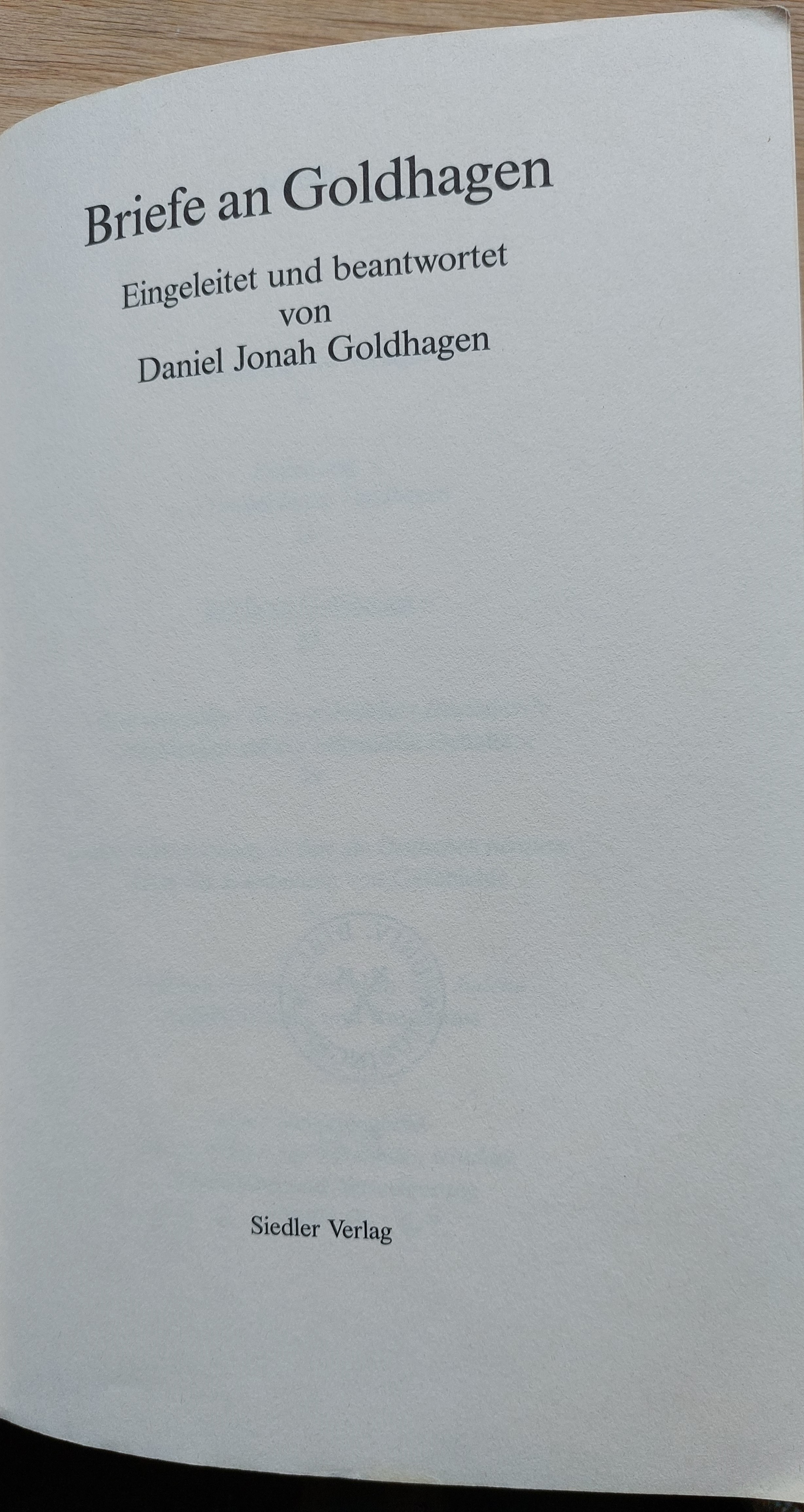
Briefe (1997)

Goldhagens These stieß international auf heftige Reaktionen, besonders in den deutschen Medien und bei deutschen Historikern.
Bereits vor dem Erscheinen der überarbeiteten deutschen Ausgabe löste in Deutschland der Artikel Hitlers willige Mordgesellen. Ein Buch provoziert einen neuen Historikerstreit von Volker Ullrich in der Zeit vom 12. April 1996 ein großes Medienecho aus. Ullrich: „Wie sein aufstörendes, verstörendes Buch bei uns aufgenommen wird – daran wird sich viel ablesen lassen über das historische Bewußtsein dieser Republik.“
Die Kritiker – wie Ullrich – betonen, dass es im 19. und beginnenden 20. Jahrhundert außerhalb Deutschlands genauso starke, zum Teil sogar stärkere antisemitische Strömungen gegeben habe. Sie verweisen etwa auf die Geschehnisse um die Dreyfus-Affäre in Frankreich sowie auf die seit den 1880er Jahren immer wieder mit staatlicher Duldung oder gar Unterstützung verübten Pogrome an Juden im zaristischen Russland.
Als ungewöhnlich und provokant wurden zu Beginn der Debatte nicht nur die Thesen Goldhagens gewertet, sondern auch seine Ablehnung der bisherigen Holocaustforschung und der Schreibstil seines Buches, der auf „Betroffenheit und Identifikation“ (Michael Schneider) aufbaue.
Der methodische Haupteinwand gegen Goldhagen ist, dass er eine nicht haltbare These eines eliminatorischen Antisemitismus konstruiere, dessen Ursprünge im 19. Jahrhundert gelegen hätten und der wie ein programmierter „Code“ die Deutschen zur Vernichtung der Juden getrieben habe. Auch gehe Goldhagen nicht vergleichend auf die Kollaboration bei der Judenvernichtung durch Administration, Polizei und Bevölkerung im Krieg besetzter Länder ein, die der deutschen Unterstützung einschließlich jenes exemplarisch untersuchten Polizeibataillons teils beachtlich nahekomme. Der am weitesten verbreitete Vorwurf gegen Goldhagen lautet, er weise den Deutschen eine Kollektivschuld an den Verbrechen des Nationalsozialismus zu. Im Vorwort zur deutschen Ausgabe seines Bestsellers weist Goldhagen diesen Gedanken unmissverständlich zurück: „Die Vorstellung einer Kollektivschuld lehne ich kategorisch ab.“ Was die Individuen angeht, kommt er allerdings zu dem Ergebnis, dass „die Zahl der Deutschen, die kriminelle Handlungen [d. h. Verbrechen an Juden] begangen haben, enorm hoch“ gewesen sei.
Kritik an Goldhagens Thesen findet sich auch in Christopher Brownings Werk Die Entfesselung der „Endlösung“ (2003) und Stefan Kühls Ganz normale Organisationen (2014).
Dass Goldhagen den Deutschen eine besondere Form des Antisemitismus zuschreibt, wurde von Franz Graf-Stuhlhofer als Beispiel für eine „nationale Zuordnung des Bösen“ herangezogen. Denn hier erscheine „das Böse in ein Naheverhältnis zum Deutschtum gerückt“.
Der renommierte britische Historiker Eric Hobsbawm, der aus einem jüdischen Elternhaus stammt und die nationalsozialistische Machtübernahme in Berlin miterlebt hatte, gab zu Goldhagens Thesen den knappen Kommentar ab: „Goldhagen zählt nicht. Ich kenne keinen seriösen Historiker, der Goldhagen ernst nimmt.“ Noch dezidierter äußerte sich der Holocaust-Experte Raul Hilberg in einem Interview. Goldhagen, so Hilberg, sei „totally wrong about everything. Totally wrong. Exceptionally wrong“.

### Kritik von Ruth Bettina Birn

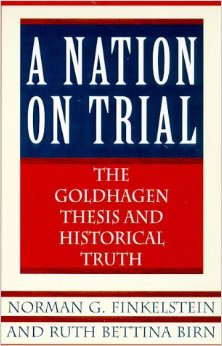
A Nation on Trial (1998)

Der bisher direkteste Angriff auf Goldhagen erschien 1997 in England. Das Cambridge Historical Journal (CHJ) der Universität Cambridge enthält einen Beitrag von Ruth Bettina Birn. Seit Ende der 70er Jahre betrieb Birn ihre Forschungen im Archiv für nationalsozialistische Verbrechen in Ludwigsburg, dem Goldhagen den größten Teil der Belege für seine These entnahm, viele „gewöhnliche Deutsche“ hätten sich voller Hingabe am Massenmord an den Juden beteiligt.
Birn erklärt zu ihrem Artikel im CHJ, sie kenne Goldhagen seit Langem, und der Angriff auf sein Buch sei „schmerzlich“ für sie, aber „man ist der Wahrheit verpflichtet“. Birn schreibt, Goldhagen habe Originaltexte eindeutig falsch wiedergegeben und ein „Netz von Phantasien“ gesponnen. In seinem Buch sei „alles in Konjunktivform geschrieben wie in schlechten historischen Romanen“. Aus dem „tonnenweise“ vorliegenden Material in Ludwigsburg stütze er sich auf ganze 166 Aussagen vor Kriegsverbrechertribunalen. „Mit Goldhagens Methoden im Umgang mit Beweismaterial könnte man aus dem Ludwigsburger Material leicht die nötigen Zitate heraussuchen, um das genaue Gegenteil von dem zu beweisen, was Goldhagen behauptet.“ Er habe selektiv zitiert, so dass er die Dokumente eigentlich verfälsche: „Er nimmt selektive Ausschnitte und bläht sie überproportional auf […]. Er verwendet Material als Beleg für eine vorgefaßte Theorie.“
Hans Mommsen bezeichnet Birns Kritik als scharf; im Bestreben, Goldhagens Behauptung der völlig unterschiedlichen Behandlung von Juden und Nichtjuden zu widerlegen, begebe sie sich auf das „Glatteis“ von Goldhagens Methode, sogar „in die Nähe einer durchaus unbeabsichtigten Apologetik“. Zugleich bedauert er, dass Goldhagen auf die Kritik von Ruth Bettina Birn damit reagiert hat, ihr und ihrem Herausgeber Schadensersatzforderungen anzudrohen, dass er also „den Weg juristischer Pressionen“ beschreite, „um seine akademischen Kritiker mundtot zu machen“.

### Kritik von Hans Mommsen
Der Bochumer Historiker Hans Mommsen weist auf den Widerspruch zwischen großem öffentlichen Interesse an Goldhagens Buch und der geringen Resonanz in der Fachwissenschaft hin (Falsche Ausgewogenheit). Nahezu alle Fachhistoriker, die auf diesem Gebiet arbeiten, lehnten die Thesen und Methoden Goldhagens ab. Mit dem Buch würden „tiefere emotive Schichten angesprochen“, die „nicht mit dem Bedürfnis nach rationaler Aufklärung“ in Verbindung stünden. Im Falle der USA spiegele die Begeisterung für Goldhagen antideutsche Ressentiments wider, wie man sie aus trivialen Filmen über den Zweiten Weltkrieg kenne. In Deutschland diene Goldhagen für die mittlere Generation (die Kinder der Kriegsgeneration) als „eine Art Katalysator, um diese Jahrzehnte alte Verdrängungsfront aufzubrechen“. Daher werde jede Kritik am „Ersatz-Messias“ verurteilt.
Der bekannte Experte für den Nationalsozialismus referiert die Kritik aus den Rezensionen, dass Goldhagen einen zu hohen Anspruch erhebe (nämlich die bisherige Fachliteratur zur Makulatur gemacht zu haben), einen monokausalen Erklärungsversuch vorlege und damit in die 1950er Jahre zurückfalle, dass die Quellenbasis viel zu schmal sei und die jüngere Sekundärliteratur nicht ausreichend herangezogen worden sei.
Goldhagens Abriss über die Vorgeschichte des Dritten Reiches beruhe auf einer „völlig unzureichenden Auswertung der Sekundärliteratur“, so Mommsen. Schwerwiegende Missverständnisse seien nur teilweise darauf zurückzuführen, „daß er die ambivalente Sprache der Quellentexte nicht hinreichend verstand.“ Dieser Teil des Buches sei „ein fehlerhaftes Klischee der wirklichen Phänomene“. Die Vorkämpfer der Judenemanzipation, die für die Assimilation waren, stelle Goldhagen als Vorläufer der Shoah dar, während Goldhagen Hitlers eigentliche antisemitische Vorläufer wie Houston Stewart Chamberlain oder Paul de Lagarde übergehe.

### Ergebnisse
In wenigen Wochen wurden über 80.000 Exemplare verkauft, und die Veranstalter der „Lese-Tour“ konnten kaum den Andrang bewältigen. In der Fachwelt konnte eine „Art von Konsens“ festgestellt werden, und zwar „eher über noch zu lösende Forschungsaufgaben, als über Goldhagens konkrete Forschungsergebnisse“. Zu diesen noch offenen Fragestellungen gehörte die „Frage nach der Rolle des Antisemitismus in der deutschen Geschichte.“ Bislang habe die Holocaustforschung darauf noch keine Antwort. Einigkeit bestand auch über eine der „Kernthesen“ Goldhagens: „Die Täter waren Deutsche, und ohne Hitler und das Dritte Reich hätte es keine Endlösung der Judenfrage gegeben.“ Die anfänglich grundlegende Ablehnung der Historiker – trotz vielfacher Überschneidungen in den Positionen und seltener in den Perspektiven – wurde mit der grundsätzlichen „Historiker-Schelte“ Goldhagens erklärt. Seine übrigen Thesen, etwa der von einem spezifisch-deutschen „eliminatorischen Antisemitismus“ oder der mörderischen Gesinnung der Täter als wichtigstem Faktor zur Erklärung ihrer Taten setzten sich unter den Holocaustforschern dagegen nicht durch. Ihre mehrheitliche Ansicht formulierte Reinhard Rürup zugespitzt so: „Was an den Thesen des Buches richtig ist, ist nicht neu, und was neu ist, ist nicht richtig.“
Die Debatte selbst wurde auch als Prüfstein für die „politische Kultur“ der deutschen Gesellschaft wahrgenommen, in der die Bereitschaft zur Auseinandersetzung mit dem Nationalsozialismus gesehen wird. Das nationale „Selbstbewusstsein“ sei eben auch mit dieser „politischen Kultur“ verbunden. Die Debatte könne auch als „funktionales Äquivalent für eine Diskussion über das politische Selbstverständnis des vereinten Deutschland interpretiert werden, die nicht stattgefunden hat“ (Schneider).

## Weitere Veröffentlichungen

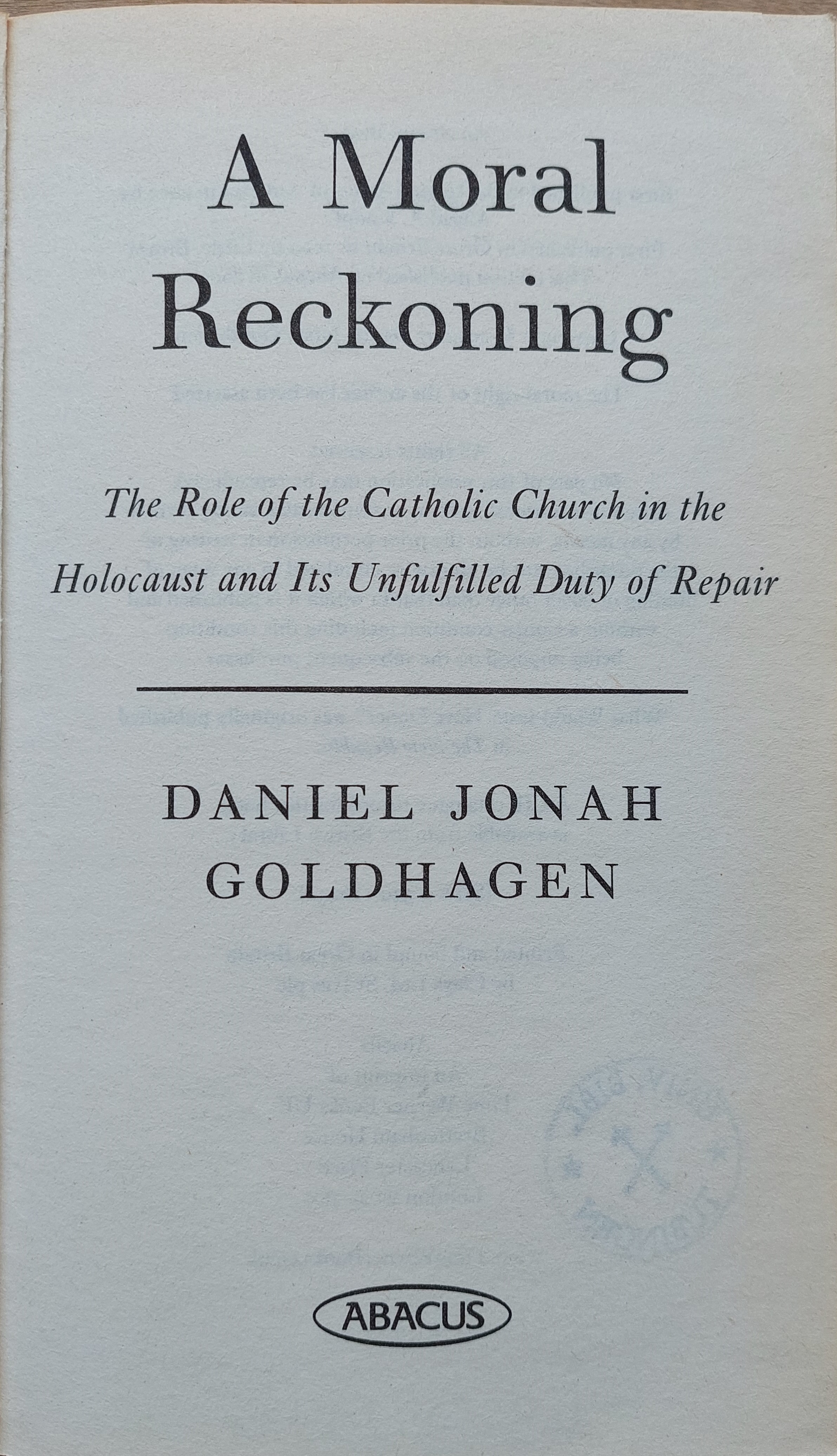
A Moral Reckoning (2003)

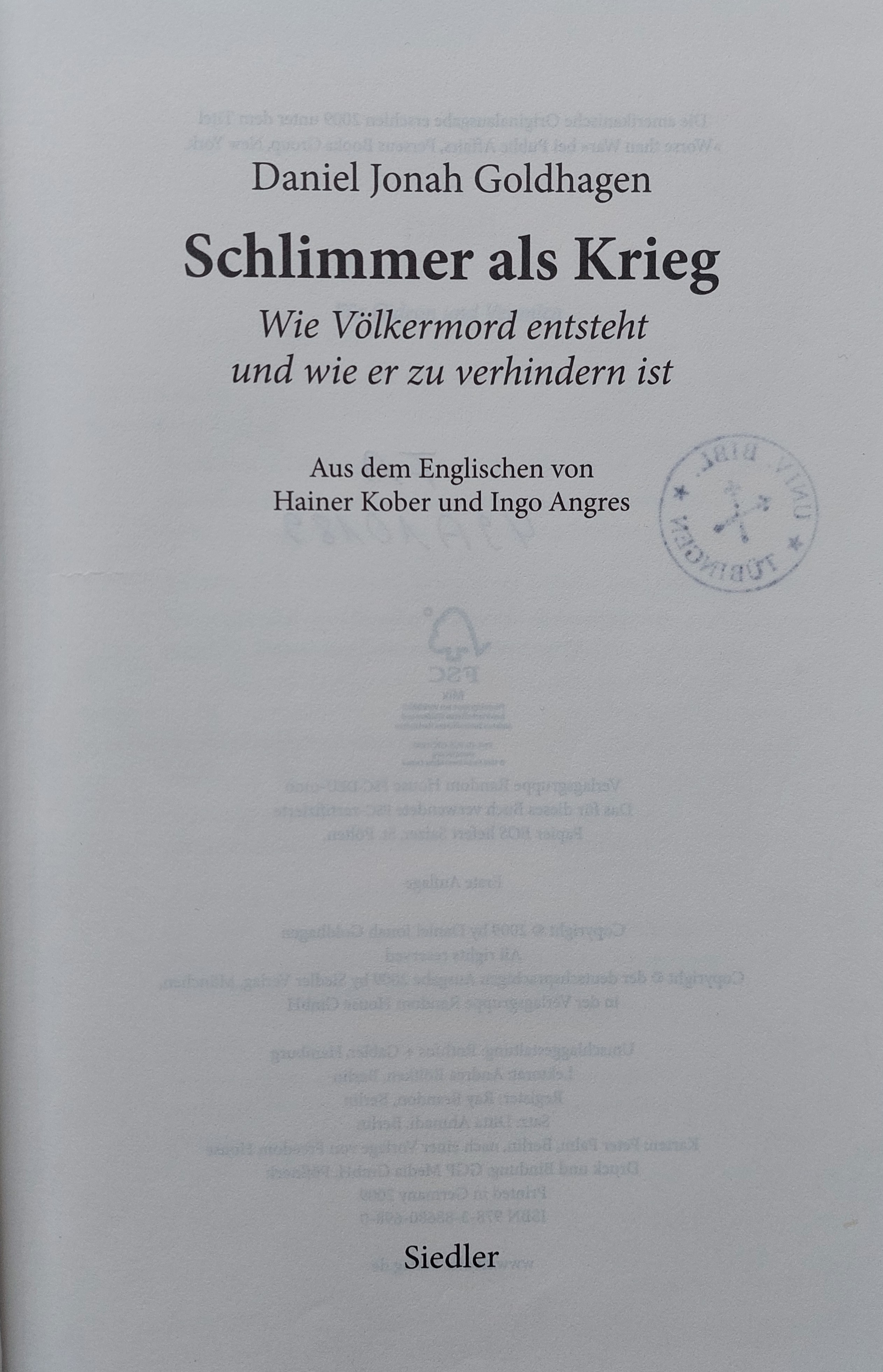
Völkermord (2009)

Während der Zweiten Intifada, bei der etwa 1000 Israelis und 3000 Palästinenser ums Leben kamen, behauptete er, die Darstellung palästinensischen Leids im Internet und im Fernsehen sei nichts anderes als „globalisierter Antisemitismus“. Der traditionelle Antisemitismus sei aus Europa in die arabische Welt exportiert worden, wo er auf Israel bezogen und nach Europa re-exportiert worden sei. Die Europäer hätten diese „hybride Dämonologie“ dann über die Vereinten Nationen und andere internationale Organisationen über die ganze Welt verbreitet.
In seinem 2009 erschienenen Buch Schlimmer als Krieg: Wie Völkermord entsteht und wie er zu verhindern ist beschäftigt sich Goldhagen mit Völkermord. In Deutschland wurde das Buch zurückhaltend rezensiert, unter anderem stieß der Vorschlag Goldhagens, Kopfgelder auf Völkermörder auszusetzen und bei ihrer Verfolgung rechtsstaatliche Grundsätze außer Acht zu lassen, auf Widerspruch.
2013 veröffentlichte Goldhagen unter dem Titel The Devil that Never Dies eine Geschichte des globalen Antisemitismus. Laut dem Politikwissenschaftler Philip Chrimes verficht er darin die These, dass der gegenwärtige Antisemitismus zwar die älteren, religiös bzw. rassistisch basierte Formen umfasse, aber durch seine Verbreitung über das Internet eine neue, globalisierte Dimension habe. Ausführlich thematisiere Goldhagen den Vorwurf, Israel sei ein Apartheid-Staat, und diverse Nazi-Vergleiche, verlasse dabei aber den Ton des objektiven Wissenschaftlers und schreibe wie ein Advokat. Die Quellenbasis des Bandes sei „erschreckend dünn“ und weitgehend dem Internet entnommen, die Geduld des Lesers werde durch die Überlänge des Buches, die Intensität der Argumentation sowie einen schwerfälligen Schreibstil voller Wiederholungen über Gebühr beansprucht. Der Historiker A.J. Abraham stimmt in seiner Rezension Goldhagens These zu, kritisiert aber, dass er die Erklärung für den globalen Antisemitismus in der Religion sieht. Nach Abrahams Meinung sind weder die Evangelien noch der Koran judenfeindlich. Auch sei der aktuelle Antisemitismus in der nichtwestlichen Welt nicht religiös motiviert, sondern politisch durch den Nahostkonflikt: Ohne dessen Lösung werde er nicht verschwinden. Im Journal of Contemporary Antisemitism lobt Alexander Traum einerseits Goldhagens Analyse des neuen Antisemitismus; andererseits wirke das Buch bisweilen sensationalistisch oder überdreht und trage nichts Wesentliches zum Verständnis des zeitgenössischen Antisemitismus bei.

## Auszeichnungen
Am 10. März 1997 wurde Daniel Goldhagen von den Blättern für deutsche und internationale Politik der Demokratiepreis verliehen. Die Laudatio hielt Jürgen Habermas.

## Werke
Bücher
- 1996 – Hitlers willige Vollstrecker. Ganz gewöhnliche Deutsche und der Holocaust. ISBN 3-442-15088-4.[34] (Platz 1 der Spiegel-Bestsellerliste vom 7. Oktober bis zum 17. November 1996)
  - (Hitler's Willing Executioners. Ordinary Germans and the Holocaust. ISBN 0-679-77268-5.)
- 1997 – Briefe an Goldhagen. Eingeleitet und beantwortet von Daniel Jonah Goldhagen. Siedler, Berlin 1997. ISBN 3-88680-628-6
- 2003 – Die katholische Kirche und der Holocaust. ISBN 3-88680-770-3.
  - (A Moral Reckoning. The Role of the Catholic Church in the Holocaust and its Unfulfilled Duty of Repair. ISBN 0-349-11693-8.)
- 2009 – Schlimmer als Krieg: Wie Völkermord entsteht und wie er zu verhindern ist. Übersetzt von Hainer Kober und Ingo Angres. Siedler, München, ISBN 978-3-88680-698-0.
  - (Worse Than War: Genocide, Eliminationism, And The Ongoing Assault On Humanity. PublicAffairs, New York, ISBN 978-1-58648-769-0.)
- 2013 – The Devil That Never Dies: The Rise and Threat of Global Antisemitism. ISBN 978-0-316-09787-1.

Presse
- Was dachten die Mörder? In: Der Spiegel. Nr. 33, 1996 (online – 12. August 1996, Interview mit Rudolf Augstein).
- Daniel Jonah: Der alltägliche Abgrund. In: Der Spiegel. Nr. 34, 1998, S. 178–184 (online – 17. August 1998, In dem andauernden Historikerstreit über die Ursachen des Holocaust und die beste Methode, sie zu finden, hat Saul Friedländers Studie „Das Dritte Reich und die Juden“ großes Gewicht).
- Eine „deutsche Lösung“ für den Balkan. Um das Völkermorden zu beenden, muß die Nato Serbien besiegen, besetzen und umerziehen. In: SZ, 30. April 1999.
- „Die Bibel ist antisemitisch.“ Daniel Goldhagen über die Rolle der Katholischen Kirche in der NS-Zeit (im Gespräch mit Christian Böhme). In: Tagesspiegel, 12. Oktober 2002.
- Politischer Islam: Die neue Bedrohung. In: Magazin der SZ, 27. April 2005. Gekürzte Fassung online
- „Hitler war populär“. Gespräch mit Stefan Wirner und Deniz Yücel über den 8. Mai, die deutsche Geschichtspolitik und Deutschland 60 Jahre danach. In: Jungle World. 4. Mai 2005.